# Тунджат, Левент
Левент Тунджат (тур. Levent Tuncat, р.29 июля 1988) — немецкий тхэквондист турецкого происхождения, многократный чемпион Европы, призёр Европейских игр.

## Биография
Родился в 1988 году в Дуйсбурге. В 2005, 2006 и 2008 годах становился чемпионом Европы. В 2008 году принял участие в Олимпийских играх в Пекине, но занял лишь 11-е место. В 2014 году стал серебряным призёром чемпионата Европы. В 2015 году завоевал бронзовую медаль Европейских игр.